# Paul de Smet de Naeyer
Paul Joseph graaf de Smet de Naeyer (Gent, 13 mei 1843 – Brussel, 9 september 1913) was een Belgisch katholiek politicus.

## Familie
Paul de Smet was de zoon van de Gentse katoenindustrieel Eugène de Smet (1813-1904) en van Eugénie Leirens (1818-1909). Eugène de Smet kreeg vergunning om 'de Naeyer' aan de familienaam toe te voegen en werd in 1886, samen met zijn twee broers, Emile en Fernand, in de erfelijke adel opgenomen. Paul de Smet de Naeyer kreeg in 1900 de titel van graaf, overdraagbaar bij eerstgeboorte.
Hij trouwde in 1886 met Marie Morel de Westgaver (1843-1931). Het huwelijk bleef kinderloos en bij gebrek aan afstammelingen van zijn broers Emile (1844-1885) en Fernand (1852-1930) is de familietak Eugène de Smet uitgestorven. Hetzelfde geldt voor de afstamming van Fréderic de Smet de Naeyer (1822-1912). Alleen de afstamming van Alphonse de Smet de Naeyer (1828-1896) heeft zich verder gezet tot in de eenentwintigste eeuw, maar lijkt bij gebrek aan mannelijke afstammelingen (de laatste twee naamdragers, geboren in 1959 en 1961 zijn ongehuwd) hetzelfde lot beschoren te zijn.

## Levensloop
Paul de Smet de Naeyer werd katoenindustrieel, maar werd tamelijk spoedig voltijds politicus.
Van 1886 tot 1908 was hij volksvertegenwoordiger voor het arrondissement Gent(-Eeklo) en van 1908 tot aan zijn dood provinciaal senator voor de Katholieke Partij.
Hij was achtereenvolgens minister van financiën (1894-1896 en 1896-1899), van Financiën en Openbare Werken (1899-1907) en werd eerste minister van 1896 tot 1907, met een onderbreking van enkele maanden in 1899. In 1899 werd hij benoemd tot minister van Staat en in 1900 verheven tot graaf. Zijn regeerperiode werd vooral herinnerd door het dynamisme dat hij aan de dag legde als minister van Openbare Werken.
Na de lange periode van zijn eerste-ministerschap, die van hem een van de belangrijkste personaliteiten van zijn tijd had gemaakt, werd De Smet de Naeyer overladen met bestuursmandaten. De voornaamste hiervan was dat hij directeur (of bestuurder) werd van de Société Générale de Belgique (1908-1913). In vele raden van bestuur van Belgische en buitenlandse vennootschappen vertegenwoordigde hij de Société Générale, die er belangrijke aandeelhouder in was. Vaak was hij, met het gezag dat hij had verworven, voorzitter van de raad van bestuur.

## Bestuursfuncties
Hij was bestuurder van:
- kredietinstellingen:
  - Algemene Spaar- en Lijfrentekas,
  - Société commerciale et financière Africaine (voorzitter),
  - Crédit Foncier de Belgique,
  - Crédit Maritime et Fluvial de Belgique (voorzitter),
  - Banque de Huy (voorzitter),
  - Société Belge de Crédit Maritime (voorzitter),
  - Banque du Congo Belge (ondervoorzitter),
  - Banque de Gand (voorzitter),
  - Banque Centrale de la Dendre (voorzitter)
  - Bank van Roeselare-Tielt (voorzitter),
- koolmijnen:
  - Charbonnages de Marcinelle-Nord,
  - Charbonnages des Produits au Flénu (voorzitter),
  - Charbonnages Unis de l'Ouest de Mons,
  - Charbonnages de Monceau-Fontaine,
- tram- en treinmaatschappijen:
  - Tramways de Barcelone,
  - Chemins de Fer Réunis,
  - Compagnie mutuelle de Tramways (voorzitter),
  - Tramways et électricité de Bangkok (voorzitter)
  - Tramways de Gand,
  - Société des railways et de l'électricité,
  - Société des Tramways et Electricité en Russie,
- elektriciteit:
  - Compagnie générale auxiliaire des entreprises éléctriques (voorzitter),
  - Société de Saint-Petersbourg pour l'installation électrique,
  - Société pour l'électricité du Nord de la Belgique (voorzitter),
  - Ateliers de Constructions Electriques de Charleroi (ACEC),
  - Société d'Electricité de l'Ouest de la Belgique (voorzitter),
  - Société Auxiliaire de l'Electricité de Nantes (voorzitter),
- andere:
  - Société Agricole et Industrielle d'Egypte,
  - Société Minière du Canada (voorzitter),
  - Société Linière Gantoise.

## Eerbetoon

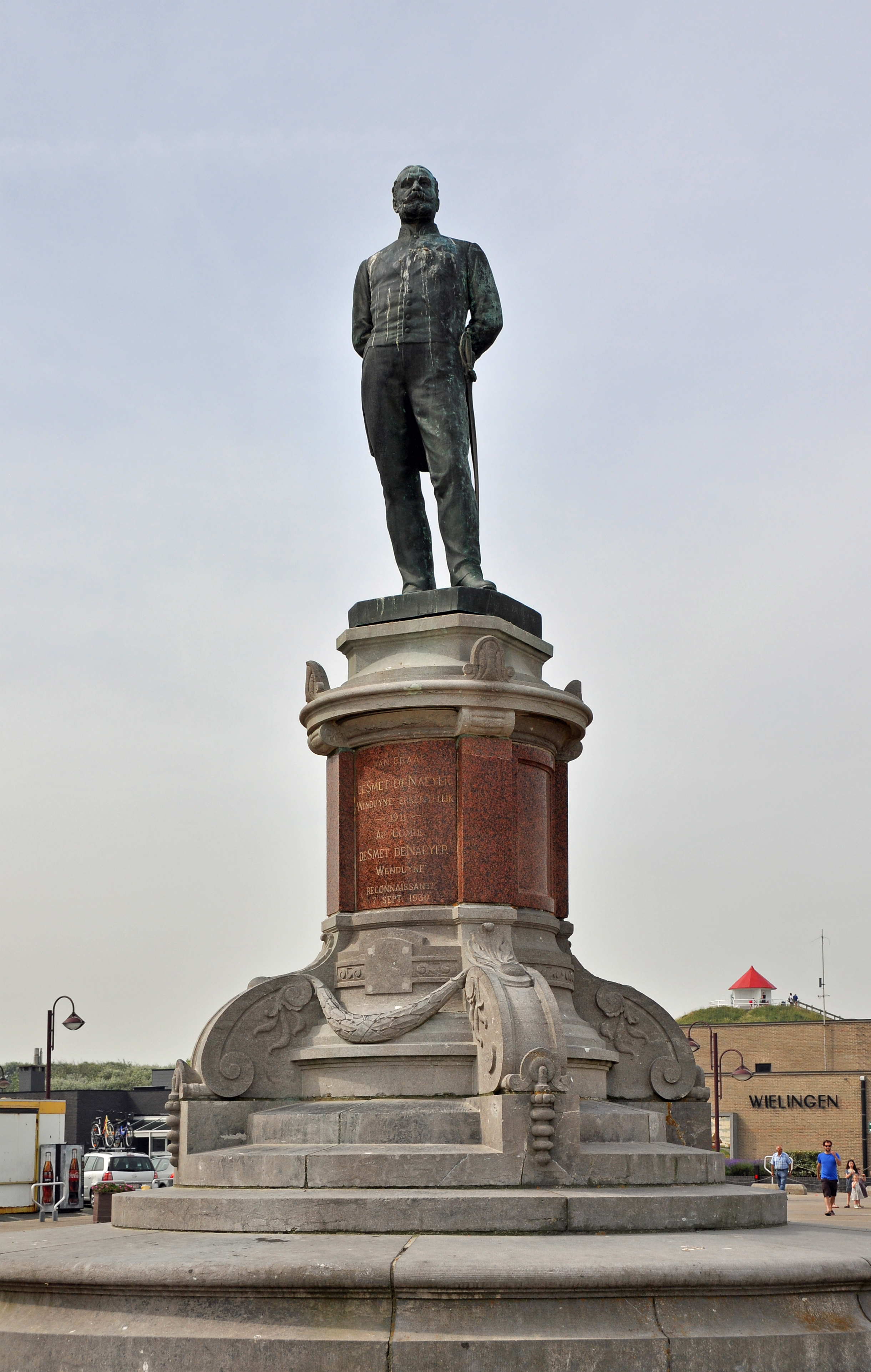
Standbeeld Wenduine

- In Oostende werden enkele bruggen naar hem genoemd, de De Smet de Naeyerbruggen.
- In Gent werden het De Smet de Naeyerpark en de De Smet de Naeyerlaan naar hem genoemd.
- Langs het Koningin Astridpark te Kortrijk ligt een brede De Smet de Naeyerlaan.
- De eerste twee opleidingsschepen van de Belgische zeevaartvereniging (ASMAR) werden naar hem genoemd.
- Een centraal plein van de wereldtentoonstelling in Gent (het huidige Miljoenenkwartier) werd naar hem genoemd, het Paul de Smet de Naeyerplein, met het De Smet de Naeyerpark.
- Op de zeedijk van Wenduine werd in 1930 een standbeeld voor hem opgericht.
- In Blankenberge is er een Paul de Smet de Naeyerlaan.
- In Namen is er een Avenue comte de Smet de Naeyer.
- In Jette - Laken is er een de Smet de Naeyerlaan.
- In Middelkerke is er een Paul de Smet de Naeyerstraat.
- In Antwerpen was er een De Smet de Nayerlaan, de huidige Noorderlaan

## Onderscheidingen
- 1899 : Minister van staat, door koning Leopold II
- 1900 : Kreeg de titel van graaf, overdraagbaar bij eerstgeboorte

België
- Grootkruis Leopoldsorde
- Grootkruis Orde van de Afrikaanse Ster
- Burgerlijk Kruis 1ste Klasse
- Mutualiteitsereteken 1ste Klasse
- Regeringsmedaille van Koning Leopold II

Buitenland
- Rusland : Grootkruis Orde van de Witte Adelaar
- Griekenland : Grootkruis Orde van de Verlosser
- Pruisen : Grootkruis Orde van de Rode Adelaar
- Portugal : Grootkruis Orde van de Villa Vicoça
- Japan : Grootkruis Orde van de Rijzende Zon
- Perzië : Grootkruis Orde van Leeuw en Zon Perzië
- Roemenië : Grootkruis Orde van de Ster
- Frankrijk : Grootkruis Legioen van Eer
- Turkije : Grootkruis Osmaan Orde
- Beieren : Grootkruis Kroonorde Beieren
- Vaticaan : Grootkruis Pius IX Orde